# Lophozosterops pinaiae
El anteojitos cabecigrís (Lophozosterops pinaiae) es una especie de ave paseriforme de la familia Zosteropidae natural de las Molucas (Indonesia).

## Distribución geográfica yhábitat
Es endémica de Ceram (Molucas). Sus hábitats naturales son los bosques montanos húmedos tropicales o subtropicales.